# Magnolia ovoidea
Magnolia ovoidea är en magnoliaväxtart som först beskrevs av Hung T.Chang och Bao Liang Chen, och fick sitt nu gällande namn av Venkatachalam Sampath Kumar. Magnolia ovoidea ingår i släktet Magnolia och familjen magnoliaväxter. Inga underarter finns listade i Catalogue of Life.